# Fiep (band)
Fiep, gestileerd als FIEP, is een Nederlandse band rondom zangeres Veerle Suzanna Driessen. Andere bandleden zijn Jannes van Kaam (gitaar en zang), Silva Westera (toetsen en zang), Koen van Bemmelen (basgitaar) en Sweder Al (drums). Ze hebben twee ep's uitgebracht; 77 Stokes Croft in 2022 en Fried Rice in 2024.

## Geschiedenis
Fiep werd in 2021 opgericht en de naam is gebaseerd op een koosnaam die de vader van Driessen haar als kind had gegeven. De band maakt muziek die in verschillende genres kan worden ingedeeld, met name indiepop, postpunk, praatrock, shoegaze en indierock, en wordt geïnspireerd door de muziek van Phoebe Bridgers, Porridge Radio en Wet Leg. De muziek wordt geschreven door Driessen, dikwijls samen met Willem Smit van Personal Trainer, en wordt geproduceerd door Casper van der Lans.
Fiep stond voor het eerst op een groot podium bij de Amsterdamse Popprijs 2021, waar ze de finale wisten te bereiken. Nog voordat ze in mei 2022 hun eerste single Nightshop hadden uitgebracht, stonden ze in het voorprogramma van Ratboys en een week na de release van de single in het voorprogramma van Wet Leg. Later in 2022 brachten ze de singles Daydreaming en Lola uit en werden ze geselecteerd voor de Popronde van dat jaar.
Begin 2023 stond de band op muziekfestival Noorderslag. Enkele maanden hierna brachten ze onder eigen beheer hun debuut-ep 77 Stokes Croft uit. De ep brachten ze voor het eerst ten gehore bij een concert in het Amsterdamse Paradiso. In de maanden erna brachten ze de singles Mondays en R U Reading?! uit en waren ze te vinden op de festivals Paaspop, Bospop, SPY festival, Op De Tôffel en als voorprogramma van The Aces.
Fiep bracht in begin 2024 verschillende singles uit, opbouwend naar tweede ep Fried Rice. Deze ep kwam op de markt in mei 2024 en was net als de eerdere ep onder eigen beheer uitgebracht. Kort voor uitbrengen van die ep was de band voorprogramma van NewDad en later in 2024 speelden ze op verschillende festivals, zoals Dauwpop, HipFest, de Zwarte Cross en het Bruis Festival. In de zomer waren ze ook voorprogramma van Johan en in het najaar van 2024 tourden zij met hen mee als voorprogramma tijdens 'The Great Vacation Tour'.

## Discografie (albums en ep's)
- 77 Stokes Croft (ep, 2022)
- Fried Rice (ep, 2024)